# Allophylus lastoursvillensis
Allophylus lastoursvillensis är en kinesträdsväxtart som beskrevs av François Pellegrin. Allophylus lastoursvillensis ingår i släktet Allophylus och familjen kinesträdsväxter. Inga underarter finns listade i Catalogue of Life.